# 清河八郎

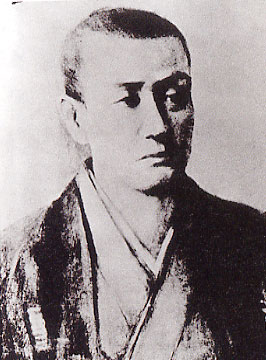
清河八郎像

清河八郎（日语：／ Kiyokawa Hachirō，1830年11月24日（文政13年10月10日）—1863年5月30日（文久3年4月13日）），日本幕末庄内藩出身的志士，他組成的浪士隊即是「新選組」的雛形。

## 出生
出生於出羽國庄内藩領清川村（現今山形縣東田川郡庄内町）一個叫齋藤豪壽的鄉下富豪之子。
天保14年（1843年），向清川關所的畑田安右衛門學習。弘化3年（1846年）和天誅組總裁藤本鐵石見面，兩人有深厚交情。弘化4年（1847年），前往江戸拜古學派的東條一堂為師。被東條任命為私塾的塾頭，但是他辭職了。轉而向安積艮齋去學習。在他旁邊是北辰一刀流的開祖千葉周作，是在玄武館獲得免許證明的劍士，在江戸求得的學問從幕府的學問所昌平黌學來的。之後，清河設立私塾講授課程。

## 周遊列國
安政2年（1855年）3月至9月得這段期間，清河帶著母親從清川村出發。一路經往善光寺、名古屋、伊勢、奈良、京都、近江、大坂、宮島、岩國、天橋立、鎌倉、江戸等地，記錄成『西遊草』一書，在旅行中得到的珍貴資料。各國名士爭相閱讀，內容有清河對遊歷過程所評論的犀利話語。

## 虎尾之會
安政7年（1860年），受櫻田門外之變衝撃，清河愈發堅定尊王攘夷之志，遂與山岡鐵太郎、笠井伊藏、松岡万、伊牟田尚平、樋渡八兵衛、神田橋直助、益滿休之助、安積五郎、池田德太郎、中村貞太郎、西川練造、村上俊五郎及石坂宗順等13名憂國之士結交，並共同燒毀了橫濱外國人居所。

## 急務三策與浪士隊
清河八郎為了名正言順赦免自己的罪過，於是透過熟識的松平上總介（松平忠輝後代）向幕府中心人物之一的松平春嶽提出「急務三策」。
「急務三策」的意思是：
- 平定攘夷派
- 行使大赦
- 教育天下英才

由於幕府對於攘夷派份子在江戶等地攻擊洋商外使等事件，十分煩惱，於是接受了清河八郎的意見，清河八郎又提出「募集英才，創立浪士隊」然後由清河親自率領浪士隊，藉以鎮壓京都的攘夷派份子。
獻策成功後，清河被幕府拔擢領導人，赦免了他的罪，讓清河帶領浪士隊東奔西走，去鎮壓攘夷志士。但清河創立浪士隊是另有所目的，其實清河創立浪士隊，等於是藉由這個名義，招兵買馬，其目的是為了進行倒幕運動，並不是真正為幕府辦事，所以為了計畫的進行，才將浪士隊前往京都。
清河徵招浪士隊的消息很快就傳開了整個江戶，紛紛有許多浪士聞訊而來，其中包括近藤勇等試衛館的年輕志士，人數超過兩百五十人，由於每個人的津貼是五十兩，所以這樣計算來看總共要花費一萬兩千五百兩左右，就超過了幕府原先預算的五倍，松平上總介因為嫌麻煩就辭去了職務。
突然被找來負責擔任監督人鵜殿鳩翁只好向浪士們說明預算不足的事情，因此許多武士又紛紛離開清河，清河無奈之下只好招集一些農民和賭徒等烏合之眾充數。
文久三年（1863年）2月8日，清河以「護衛將軍德川家茂上京，前往京都維護治安」的名義，前往京都。
沒想到幕府以「關白命令」為由，要求清河等人立即回江戶，聽到這消息的近藤勇等人相當反對，只留下了24人留在京都，大部分的人都和清河回江戶去了。

## 死亡
幕府開始發現清河八郎的陰謀，於是在文久3年（1863年）4月13日派出刺客佐佐木只三郎、窪田泉太郎等6人在麻布一橋（現今麻布十番商店街）暗殺清河，享年34歲。
據《女士道》（山岡英子於1903年著）的記載，石坂周造將其屍體恢復原樣，由山岡英子（山岡鐵舟之妻）保管於傳通院安葬，其後遺族再把它安置於東京文京區的傳通院裡。清河死後，幕府將浪士隊改名叫「新徴組」，由庄内藩帶領。

## 登場作品
小說
- 奇妙八郎（文藝春秋、司馬遼太郎著）
- 回天之門（文藝春秋、藤澤周平著）
- 清河八郎（光風社、柴田鍊三郎著）
- 清河八郎（新潮社、海音寺潮五郎著）
- 清河八郎暗殺編（祥傳社、峰隆一郎（日语：峰隆一郎）著）
- 幕末疾風錄：清河八郎的生涯（筑波書房、伊藤仁著）

影視劇
- 新撰組（1952年、東映、演：石黑達也（日语：石黒達也 (俳優)））
- 新選組始末記（日语：新選組始末記#テレビドラマ（1961年））（1961年、TBS、演：緒方敏也）
- 奇妙八郎（1963年、TBS、演：田村高廣）
- 暗殺（日语：暗殺 (映画)）（1964年、松竹、演：丹波哲郎）
- 燃劍（日语：燃えよ剣#1966年版_2）（1966年、TX、演：城所英夫）
- 燃劍（日语：燃えよ剣#映画）（1966年、松竹、演：天津敏）
- 俺是用心棒（日语：俺は用心棒#俺は用心棒（第1作目））（1967年、NET、演：岡田英次）
- 龍馬來了（1968年、NHK大河劇、演：草薙幸二郎）
- 新選組（1969年、東寶、演：御木本伸介）
- 天皇的世紀（日语：天皇の世紀#第一部（テレビドラマ））（1971年、ABC、演：永山一夫）
- 沖田總司（1974年、東寶、演：神山繁）
- 勝海舟（日语：勝海舟 (NHK大河ドラマ)）（1974年、NHK大河劇、演：中丸忠雄）
- 新選組始末記（日语：新選組始末記#テレビドラマ（1977年））（1977年、TBS、演：中谷一郎）
- 龍馬來了（日语：竜馬がゆく#1982年版）（1982年、TX、演：橋爪功）
- 燃花迸散：炎之劍士 沖田總司（1984年、NTV、演：菅貫太郎）
- 服部半藏 影之軍團（日语：服部半蔵_影の軍団#影の軍団_幕末編）（1985年、KTV、演：寺田農）
- 白虎隊（日语：白虎隊 (1986年のテレビドラマ)）（1986年、NTV、演：濱田晃（日语：浜田晃））
- 新選組（1987年、ANB、演：遠藤征慈）
- 斬殺龍馬的男人（日语：竜馬を斬った男#映画）（1987年、松竹、岩尾正隆（日语：岩尾正隆））
- 燃劍（日语：燃えよ剣#1990年版）（1990年、TX、演：古谷一行）
- 必殺SP・新春 大暴仕事人！橫濱異人屋決鬥（日语：必殺スペシャル・新春 大暴れ仕事人! 横浜異人屋敷の決闘）（1990年、ABC、演：瀧田榮（日语：滝田栄））
- 拜託龍馬了！（日语：竜馬におまかせ!）（1996年、NTV、演：西村雅彥）
- 新選組！（2004年、NHK大河劇、演：白井晃）
- 向陽之樹（2012年、NHK、演：土屋裕一（日语：土屋佑壱））
- 花嵐劍士：生於幕末的女劍士・中澤琴（2017年、NHK-BS、演：池內萬作（日语：池内万作））
- 燃劍（日语：燃えよ剣#2020年版）（2020年、東寶、演：高嶋政宏）

漫畫
- 向陽之樹（小學館、手塚治虫作）
- 喂！龍馬（日语：お〜い!竜馬）（小學館、武田鐵矢作・小山由畫）